# Alex Meret
Alex Meret (Udine, 22 maart 1997) is een Italiaans voetballer die als doelman speelt. Hij verruilde Udinese in juli 2018 voor Napoli. Hij kwam uit voor verscheidene Italiaanse jeugdelftallen en zat meerdere malen op de bank bij het Italiaans voetbalelftal, waarvoor hij in 2019 debuteerde.

## Clubcarrière

### Udinese
Meret werd geboren in Udine en begon met voetballen bij amateurclub Donatello Calcio voordat hij in 2012 overstapte naar de jeugdopleiding van Udinese. Hij doorliep de hele jeugdopelding en maakte in 2015 zijn debuut in het eerste elftal. Tijdens het seizoen 2015/16 werd hij bij het eerste elftal gehaald als stand-in van Orestis Karnezis. Op 2 december 2015 debuteerde hij in de Coppa Italia tegen Atalanta Bergamo. De doelman kreeg één doelpunt tegen van Gaetano Monachello en zag zijn team met 3–1 winnen. In de volgende ronde van de beker, tegen SS Lazio (2-1 verlies), stond Meret wederom onder de lat. Het bleef voor de Italiaan dat seizoen bij twee optredens.

### SPAL
In de zomer van 2016 werd Meret verhuurd aan SPAL, destijds uitkomend in de Serie B. Hij debuteerde in de Serie B op 27 augustus 2016 tijdens de eerste speelronde. Op die dag werd er met 2-0 verloren van Benevento. Hij verwierf een basisplaats en had met 30 competitiewedstrijden een groot aandeel in het kampioenschap. De club promoveerde zodoende voor het eerst in zestig jaar tijd naar het hoogste niveau.
Het volgende seizoen werd de huurperiode verlengd. Blessureleed zorgde ervoor dat Meret de eerste seizoenshelft niet tot speelminuten kwam. Na hersteld te zijn van zijn blessure, was hij tijdelijk tweede doelman achter Alfred Gomis. Meret maakte op 28 januari 2018 zijn debuut in de Serie A in een 1-1 gelijkspel tegen Inter. Het seizoen eindigde voor de doelman na 13 duels, doordat hij eind april een schouderblessure opliep tijdens de wedstrijd tegen AS Roma.

### Napoli
Vlak nadat hij in de zomer van 2018 terugkeerde naar Udinese, werd hij verkocht aan Napoli. Tijdens de voorbereiding brak de doelman zijn arm, waardoor zijn debuut voor de club op zich liet wachten. Hij maakte in december 2018, op speelronde 15, zijn debuut voor de Napolitanen, in een 4-0 thuisoverwinning op Frosinone. Het restant van het seizoen ontstond een interessante strijd om een plek onder de lat met David Ospina, die dat seizoen was gehuurd van Arsenal. Door de definitieve overname van Ospina, was Meret ook de drie daaropvolgende seizoenen afwisselend met de Colombiaan eerste keeper. 
Door zijn vertrek in de zomer van 2022, was Meret in het seizoen 2022/23 onbetwist eerste keeper. Hij kwam dat seizoen tot 45 wedstrijden in alle competities en werd met Napoli kampioen van Italië, voor de derde keer in de clubgeschiedenis en voor de eerste keer in 33 jaar. Ook bereikte het de kwartfinale van de Champions League, waarin het werd uitgeschakeld door AC Milan. 

## Clubstatistieken
| Seizoen | Club    | Competitie | Competitie | Competitie | Beker | Beker | Internationaal | Internationaal | Totaal | Totaal |
| Seizoen | Club    | Competitie | Wed.       | Dlp.       | Wed.  | Dlp.  | Wed.           | Dlp.           | Wed.   | Dlp.   |
| ------- | ------- | ---------- | ---------- | ---------- | ----- | ----- | -------------- | -------------- | ------ | ------ |
| 2015/16 | Udinese | Serie A    | 0          | 0          | 2     | 0     | 0              | 0              | 2      | 0      |
| 2016/17 | → SPAL  | Serie B    | 30         | 0          | 2     | 0     | 0              | 0              | 32     | 0      |
| 2017/18 | → SPAL  | Serie A    | 13         | 0          | 0     | 0     | 0              | 0              | 13     | 0      |
| 2018/19 | Napoli  | Serie A    | 14         | 0          | 1     | 0     | 6              | 0              | 21     | 0      |
| 2019/20 | Napoli  | Serie A    | 22         | 0          | 1     | 0     | 6              | 0              | 29     | 0      |
| 2020/21 | Napoli  | Serie A    | 22         | 0          | 1     | 0     | 5              | 0              | 28     | 0      |
| 2021/22 | Napoli  | Serie A    | 7          | 0          | 1     | 0     | 7              | 0              | 15     | 0      |
| 2022/23 | Napoli  | Serie A    | 34         | 0          | 1     | 0     | 10             | 0              | 45     | 0      |
| 2023/24 | Napoli  | Serie A    | 31         | 0          | 0     | 0     | 8              | 0              | 39     | 0      |
| 2024/25 | Napoli  | Serie A    | 4          | 0          | 1     | 0     | 0              | 0              | 5      | 0      |
| Totaal  | Totaal  | Totaal     | 177        | 0          | 10    | 0     | 42             | 0              | 229    | 0      |

Bijgewerkt op 16 september 2024.

## Interlandcarrière
Meret kwam uit voor diverse Italiaanse nationale jeugdelftallen. In maart 2017 zat hij twee wedstrijden op de bank bij het Italiaans voetbalelftal. Op 18 november 2019 debuteerde Meret voor Italië tegen Armenië. Hij werd op 6 juni 2024 door bondscoach Luciano Spalletti opgenomen in de Italiaanse selectie voor het EK 2024 in Duitsland. Italië eindigde als tweede in een groep met Albanië, Spanje en Kroatië, waarna het in de achtste finales werd uitgeschakeld met een 2–0 nederlaag tegen Zwitserland. Meret kwam op het toernooi niet in actie.
| Interlands van Alex Meret voor Italië | Interlands van Alex Meret voor Italië | Interlands van Alex Meret voor Italië | Interlands van Alex Meret voor Italië | Interlands van Alex Meret voor Italië | Interlands van Alex Meret voor Italië |
| №                                     | Datum                                 | Wedstrijd                             | Uitslag                               | Competitie                            | Goals                                 |
| ------------------------------------- | ------------------------------------- | ------------------------------------- | ------------------------------------- | ------------------------------------- | ------------------------------------- |
|                                       |                                       |                                       |                                       |                                       |                                       |
| Als speler bij Napoli                 |                                       |                                       |                                       |                                       |                                       |
| 1.                                    | 18 november 2019                      | Italië – Armenië                      | 9 – 1                                 | EK 2020 kwalificatie                  |                                       |
| 2.                                    | 28 mei 2021                           | Italië – San Marino                   | 7 – 0                                 | Vriendschappelijk                     |                                       |

## Erelijst
| Kampioen Serie A | 1× | 2022/23 |
| Coppa Italia     | 1× | 2019/20 |

| Competitie | Winnaar | Winnaar | Runner-up | Runner-up | Derde  | Derde  |
| Competitie | Aantal  | Jaren   | Aantal    | Jaren     | Aantal | Jaren  |
| Italië     | Italië  | Italië  | Italië    | Italië    | Italië | Italië |
| ---------- | ------- | ------- | --------- | --------- | ------ | ------ |
| EK voetbal | 1×      | 2020    |           |           |        |        |

1 Meret ·
4 Buongiorno ·
5 Jesus ·
6 Gilmour ·
7 Neres ·
8 McTominay ·
11 Lukaku ·
12 Turi ·
13 Rrahmani ·
14 Contini ·
15 Billing ·
16 Marín ·
17 Olivera ·
18 Simeone ·
21 Politano ·
22 Di Lorenzo  ·
26 Ngonge ·
29 Hasa ·
30 Mazzocchi ·
37 Spinazzola ·
68 Lobotka ·
81 Raspadori ·
96 Scuffet ·
99 Zambo Anguissa ·
Coach: Conte
1 Sirigu ·
2 Di Lorenzo ·
3 Chiellini  ·
4 Spinazzola ·
5 Locatelli ·
6 Verratti ·
7 Castrovilli ·
8 Jorginho ·
9 Belotti ·
10 Insigne ·
11 Berardi ·
12 Pessina ·
13 Emerson ·
14 Chiesa ·
15 Acerbi ·
16 Cristante ·
17 Immobile ·
18 Barella ·
19 Bonucci ·
20 Bernardeschi ·
21 Donnarumma ·
22 Raspadori ·
23 Bastoni ·
24 Florenzi ·
25 Tolói ·
26 Meret ·
Coach: Mancini
1 Donnarumma  ·
2 Di Lorenzo ·
3 Dimarco ·
4 Buongiorno ·
5 Calafiori ·
6 Gatti ·
7 Frattesi ·
8 Jorginho ·
9 Scamacca ·
10 Pellegrini ·
11 Raspadori ·
12 Vicario ·
13 Darmian ·
14 Chiesa ·
15 Bellanova ·
16 Cristante ·
17 Mancini ·
18 Barella ·
19 Retegui ·
20 Zaccagani ·
21 Fagioli ·
22 El Shaarawy ·
23 Bastoni ·
24 Cambiaso ·
25 Folorunsho ·
26 Meret ·
Coach: Spalletti